# Selección de fútbol sub-20 de Corea del Norte
La Selección de fútbol sub-20 de Corea del Norte es el equipo que representa al país en la Copa Mundial de Fútbol Sub-20 y en el Campeonato Juvenil de la AFC, y es controlada por la Asociación de Fútbol de Corea del Norte.
Participaron por primera vez en un mundial de la categoría en 1991, pero lo hicieron como un equipo unificado junto a Corea del Sur como Corea, alcanzando los cuartos de final siendo la única ocasión en la que ambos países juegan como uno solo.

## Palmarés
- Campeonato Juvenil de la AFC: 3

1975, 2006, 2010

## Estadísticas

### Mundial Sub-20
| Año        | Resultado             | J                     | G                     | E                     | P                     | GF                    | GC                    |
| ---------- | --------------------- | --------------------- | --------------------- | --------------------- | --------------------- | --------------------- | --------------------- |
| 1977       | No participó          | No participó          | No participó          | No participó          | No participó          | No participó          | No participó          |
| 1979       | No clasificó          | No clasificó          | No clasificó          | No clasificó          | No clasificó          | No clasificó          | No clasificó          |
| 1981       | No clasificó          | No clasificó          | No clasificó          | No clasificó          | No clasificó          | No clasificó          | No clasificó          |
| 1983       | Retirados             | Retirados             | Retirados             | Retirados             | Retirados             | Retirados             | Retirados             |
| 1985       | No clasificó          | No clasificó          | No clasificó          | No clasificó          | No clasificó          | No clasificó          | No clasificó          |
| 1987       | No clasificó          | No clasificó          | No clasificó          | No clasificó          | No clasificó          | No clasificó          | No clasificó          |
| 1989       | No clasificó          | No clasificó          | No clasificó          | No clasificó          | No clasificó          | No clasificó          | No clasificó          |
| 1991       | Participó como Corea. | Participó como Corea. | Participó como Corea. | Participó como Corea. | Participó como Corea. | Participó como Corea. | Participó como Corea. |
| 1991       | Cuartos de final      | 4                     | 1                     | 1                     | 2                     | 3                     | 7                     |
| 1993       | No clasificó          | No clasificó          | No clasificó          | No clasificó          | No clasificó          | No clasificó          | No clasificó          |
| 1995       | No clasificó          | No clasificó          | No clasificó          | No clasificó          | No clasificó          | No clasificó          | No clasificó          |
| 1997       | No clasificó          | No clasificó          | No clasificó          | No clasificó          | No clasificó          | No clasificó          | No clasificó          |
| 1999       | No clasificó          | No clasificó          | No clasificó          | No clasificó          | No clasificó          | No clasificó          | No clasificó          |
| 2001       | No clasificó          | No clasificó          | No clasificó          | No clasificó          | No clasificó          | No clasificó          | No clasificó          |
| 2003       | No clasificó          | No clasificó          | No clasificó          | No clasificó          | No clasificó          | No clasificó          | No clasificó          |
| 2005       | No clasificó          | No clasificó          | No clasificó          | No clasificó          | No clasificó          | No clasificó          | No clasificó          |
| 2007       | Primera ronda         | 3                     | 0                     | 2                     | 1                     | 2                     | 3                     |
| 2009       | No clasificó          | No clasificó          | No clasificó          | No clasificó          | No clasificó          | No clasificó          | No clasificó          |
| 2011       | Primera ronda         | 3                     | 0                     | 1                     | 2                     | 0                     | 6                     |
| 2013       | No clasificó          | No clasificó          | No clasificó          | No clasificó          | No clasificó          | No clasificó          | No clasificó          |
| 2015       | Primera ronda         | 3                     | 0                     | 0                     | 3                     | 1                     | 12                    |
| 2017       | No clasificó          | No clasificó          | No clasificó          | No clasificó          | No clasificó          | No clasificó          | No clasificó          |
| 2019       | No clasificó          | No clasificó          | No clasificó          | No clasificó          | No clasificó          | No clasificó          | No clasificó          |
| 2023       | No participó          | No participó          | No participó          | No participó          | No participó          | No participó          | No participó          |
| 2025       | No clasificó          | No clasificó          | No clasificó          | No clasificó          | No clasificó          | No clasificó          | No clasificó          |
| Total      | 4/24                  | 9                     | 0                     | 3                     | 6                     | 3                     | 21                    |
| Incl. 1991 | Incl. 1991            | 12                    | 1                     | 4                     | 8                     | 6                     | 38                    |

### Campeonato Juvenil de la AFC
| Año   | Resultado        | J            | G            | E            | P            | GF           | GC           |              |
| ----- | ---------------- | ------------ | ------------ | ------------ | ------------ | ------------ | ------------ | ------------ |
| 1959  | No clasificó     | No clasificó | No clasificó | No clasificó | No clasificó | No clasificó | No clasificó | No clasificó |
| 1960  | No clasificó     | No clasificó | No clasificó | No clasificó | No clasificó | No clasificó | No clasificó | No clasificó |
| 1961  | No clasificó     | No clasificó | No clasificó | No clasificó | No clasificó | No clasificó | No clasificó | No clasificó |
| 1962  | No clasificó     | No clasificó | No clasificó | No clasificó | No clasificó | No clasificó | No clasificó | No clasificó |
| 1963  | No clasificó     | No clasificó | No clasificó | No clasificó | No clasificó | No clasificó | No clasificó | No clasificó |
| 1964  | No clasificó     | No clasificó | No clasificó | No clasificó | No clasificó | No clasificó | No clasificó | No clasificó |
| 1965  | No clasificó     | No clasificó | No clasificó | No clasificó | No clasificó | No clasificó | No clasificó | No clasificó |
| 1966  | No clasificó     | No clasificó | No clasificó | No clasificó | No clasificó | No clasificó | No clasificó | No clasificó |
| 1967  | No clasificó     | No clasificó | No clasificó | No clasificó | No clasificó | No clasificó | No clasificó | No clasificó |
| 1968  | No clasificó     | No clasificó | No clasificó | No clasificó | No clasificó | No clasificó | No clasificó | No clasificó |
| 1969  | No clasificó     | No clasificó | No clasificó | No clasificó | No clasificó | No clasificó | No clasificó | No clasificó |
| 1970  | No clasificó     | No clasificó | No clasificó | No clasificó | No clasificó | No clasificó | No clasificó | No clasificó |
| 1971  | No clasificó     | No clasificó | No clasificó | No clasificó | No clasificó | No clasificó | No clasificó | No clasificó |
| 1972  | No clasificó     | No clasificó | No clasificó | No clasificó | No clasificó | No clasificó | No clasificó | No clasificó |
| 1973  | No clasificó     | No clasificó | No clasificó | No clasificó | No clasificó | No clasificó | No clasificó | No clasificó |
| 1974  | No clasificó     | No clasificó | No clasificó | No clasificó | No clasificó | No clasificó | No clasificó | No clasificó |
| 1975  | Tercer lugar     | Tercer lugar | Tercer lugar | Tercer lugar | Tercer lugar | Tercer lugar | Tercer lugar | Tercer lugar |
| 1976  | Campeón          | Campeón      | Campeón      | Campeón      | Campeón      | Campeón      | Campeón      | Campeón      |
| 1977  | No clasificó     | No clasificó | No clasificó | No clasificó | No clasificó | No clasificó | No clasificó | No clasificó |
| 1978  | Tercer lugar     | Tercer lugar | Tercer lugar | Tercer lugar | Tercer lugar | Tercer lugar | Tercer lugar | Tercer lugar |
| 1980  | No clasificó     | No clasificó | No clasificó | No clasificó | No clasificó | No clasificó | No clasificó | No clasificó |
| 1982  | Se retiró        | Se retiró    | Se retiró    | Se retiró    | Se retiró    | Se retiró    | Se retiró    | Se retiró    |
| 1985  | No clasificó     | No clasificó | No clasificó | No clasificó | No clasificó | No clasificó | No clasificó | No clasificó |
| 1986  | Tercer lugar     | Tercer lugar | Tercer lugar | Tercer lugar | Tercer lugar | Tercer lugar | Tercer lugar | Tercer lugar |
| 1988  | No clasificó     | No clasificó | No clasificó | No clasificó | No clasificó | No clasificó | No clasificó | No clasificó |
| 1990  | Subcampeón       | Subcampeón   | Subcampeón   | Subcampeón   | Subcampeón   | Subcampeón   | Subcampeón   | Subcampeón   |
| 1992  | No clasificó     | No clasificó | No clasificó | No clasificó | No clasificó | No clasificó | No clasificó | No clasificó |
| 1994  | No clasificó     | No clasificó | No clasificó | No clasificó | No clasificó | No clasificó | No clasificó | No clasificó |
| 1996  | No clasificó     | No clasificó | No clasificó | No clasificó | No clasificó | No clasificó | No clasificó | No clasificó |
| 1998  | No clasificó     | No clasificó | No clasificó | No clasificó | No clasificó | No clasificó | No clasificó | No clasificó |
| 2000  | No clasificó     | No clasificó | No clasificó | No clasificó | No clasificó | No clasificó | No clasificó | No clasificó |
| 2002  | No clasificó     | No clasificó | No clasificó | No clasificó | No clasificó | No clasificó | No clasificó | No clasificó |
| 2004  | No clasificó     | No clasificó | No clasificó | No clasificó | No clasificó | No clasificó | No clasificó | No clasificó |
| 2006  | Campeón          | 6            | 5            | 0            | 1            | 10           | 3            |              |
| 2008  | Cuartos de Final | 4            | 1            | 2            | 1            | 6            | 3            |              |
| 2010  | Campeón          | 6            | 5            | 0            | 1            | 12           | 5            |              |
| 2012  | Primera Ronda    | 3            | 1            | 1            | 1            | 6            | 3            |              |
| 2014  | Subcampeón       | 6            | 2            | 2            | 2            | 10           | 7            |              |
| 2016  | Primera Ronda    | 3            | 0            | 0            | 3            | 2            | 9            |              |
| 2018  | Primera Ronda    | 3            | 1            | 0            | 2            | 4            | 7            |              |
| Total | 12/40            | 31           | 15           | 5            | 11           | 50           | 37           |              |